# ورا كل باب (مسلسل)
ورا كل باب مسلسل مصري يتكون من 40 دقيقة كل حكاية تتكون من 5 حلقات

## قصة المسلسل
مسلسل (ورا كل باب) مسلسل متنوع يتكون من سلسلة من الحكايات المنفصلة الاجتماعية الدرامية، وتناقش عدة مسائل ومشاكل في حياتنا اليومية عرض المسلسل في قناة الحياة الفضائية   

## طاقم العمل

### الممثلين
- صابرين في دور (عايدة)
- ياسر فرج
- يوسف عثمان في دور (حسن)
- محمد العمروسي في دور (ضياء عجورة البلطجي)
- هايدي رفعت في دور (فاتن) - حكاية (قلب مفتوح)
- سمر علام في دور (شيماء)
- محمد نجاتي في دور (بهاء)
- عابد عناني في دور (إبراهيم شيتوس)
- جيهان خليل في دور (مريم)
- أحمد خليل في دور (عم رمضان)
- جمال عبدالناصر في دور (الدكتور أبو بكر)
- نور صالح
- فتحي عبدالوهاب في دور (يوسف) - حكاية (ورقة ضغط)
- منة عرفة في دور (سما)
- ياسر علي ماهر
- أحمد صيام
- دينا
- إيهاب فهمي
- رامي وحيد
- رشا مهدي
- هدير الديب
- عزت زين
- إيمان سالم
- حلمي فودة
- يحيى أحمد
- لاشينة لاشين
- آدم النحاس
- تسنيم مطر
- ساندي علي

### إخراج
- سميح النقاش. (مخرج)
- أيمن صقر. (مخرج منفذ)
- أسامة عرابي. (مخرج مساعد)
- محمود برهام.   (سكريبت إكسسوار)
- إنجي علي علي. (سكريبت ملابس)

### تأليف
- باهر دويدار. (مؤلف)

### إنتاج
- تامر مرسي. (منتج)
- سينرجي للإنتاج الفني (تامر مرسي). (منتج)
- يحيى ممدوح.   (منتج فني)
- هاني سمير.   (مدير الإنتاج)

### موسيقى
- سام إميل.   (الموسيقى التصويرية)
- سامر أبو طالب   (ألحان التتر)
- محمد عماد عبيد.   (كلمات التتر)
- محمد عدوية.   (غناء التتر)

### ديكور
- أحمد حوشي. (Art Director)
- محمد عباس صابر.   (منسق المناظر)
- عباس صابر.   (منسق المناظر)

### تصوير
- وليد جابر.   (مدير التصوير)
- أحمد زنفل.   (كاميرا مان)

### ملابس
- رفعت عبد الحكيم.   (منفذ ملابس )
- إيمان الخميسي.   (Stylist)

### مونتاج
- مينا فهيم   (مونتير)
- TimeCode post production.   (أعمال المونتاج)

### صوت
- جمعة عبد اللطيف. (إعداد شريط الصوت والمكساج)
- أحمد يحيى.   (مهندس الصوت)

### معمل
- محمود التوني.   (مصحح الألوان)

### توزيع
- سينرجي للإنتاج الفني (تامر مرسي). (توزيع)

### جرافيكس
- TimeCode post production.   (أعمال الجرافيك والألوان)

### ماكياج
- زينب حسن.   (ماكيير)